# Eva Gadea
Eva María Gadea Solera (Valencia, Comunidad Valenciana, 8 de septiembre de 1971) es una atleta española, especialista en triple salto. Es licenciada en Ciencias de la Actividad Física y el Deporte, y actualmente ejerce como profesora de ESO y Bachillerato en el colegio Jesús María Fernando el Católico e imparte la materia de educación física. En 2019 se presentó en las candidaturas para las elecciones municipales de 2019 en Valencia por el partido Ciudadanos - Partido de la Ciudadanía.

## Trayectoria deportiva
Eva Gadea portó la antorcha olímpica cuando esta pasó por Valencia en 1992, en el contexto de los Juegos Olímpicos de verano de 1992 de Barcelona. Fue nombrada la mejor atleta máster femenina del 2018 por la Federación de Atletismo de la Comunidad Valenciana en 2018. En 2019 Eva Gadea ganó la medalla de plata en salto de longitud máster en el torneo disputado entre el 5 y el 15 de septiembre en la ciudad italiana de Jesolo, Venecia, con un registro de 5.01 metros.